# Polichnowo
Polichnowo – wieś w Polsce, położona w województwie kujawsko-pomorskim, w powiecie lipnowskim, w gminie Bobrowniki.

## Podział administracyjny
| SIMC    | Nazwa  | Rodzaj    |
| ------- | ------ | --------- |
| 0858562 | Piaski | część wsi |

W latach 1975–1998 miejscowość administracyjnie należała do województwa włocławskiego.

## Demografia
Według Narodowego Spisu Powszechnego (III 2011 r.) wieś liczyła 198 mieszkańców. Jest piątą co do wielkości miejscowością gminy Bobrowniki.

## Cmentarze
W Polichnowie znajduje się cmentarz żydowski.